# Radwan Sowity (herb szlachecki)
Radwan Sowity (inaczej Chorągwie Kmitów) – odmiana herbu szlacheckiego Radwan.

## Opis herbu
W polu czerwonym dwie chorągwie złote kościelne, o trzech polach, z frędzlami u dołu w pas. W klejnocie ogon pawi ze srebrną gwiazdą sześcioramienną.

## Herbowni
Bykowski, Kmita, Tysza, Wołczkiewicz, Wołczkowicz, Worłowski.